# Konso-Gidole jezici
Konso-Gidole jezici,  malena skupina istočnokušitskih jezika, afrazijska porodica, koji se govore na području Etiopije blizu jezera Chamo. 
Obuhvaća dva jezika s oko 285.000 govornika. Predstavnici su: dirasha ili Gidole [gdl], 90,000 (2005 SIL), i konso ili komso [kxc], 195.000 (2005)

## Vanjske poveznice
- Ethnologue (14th)
- Ethnologue (15th)